# Umeå HF
Umeå HF är en handbollsklubb från stadsdelen Ersboda i Umeå. 
Umeå HF var tidigare en del av Ersboda SK. Klubbens A-lag spelar nu i handbollens division III Norra. Damlaget spelar i damernas division II Norra.